# スタルィー＝チョルトルィーシク
スタルィー＝チョルトルィーシク（ウクライナ語: Старий Чорторийськ）は、ウクライナ・ヴォルィーニ州マネヴィチ地区(ru)の村落（село / セロ）である。ストィル川に面する。

## 歴史
年代記上の最初の言及は、1100年にダヴィド・イーゴレヴィチに与えられたという記述である。また、1228年にはヴォルィーニ公ダニール・ロマノヴィチの所領となったが、すぐにピンスク公国領となった。15世紀半ばから1601年まではチャルトリスキ家の所領となっていた。チャルトリスキ家の名はチョルトルィーシクにちなむ。

## ゆかりの著名人
- アーロン・ディレクター - 帝政ロシア期のスタルィー＝チョルトルィーシク生まれ（1901年生）[4]。